# Sumber (Banjarsari)
Sumber is een bestuurslaag in het regentschap Surakarta van de provincie Midden-Java, Indonesië. Sumber telt 16.097 inwoners (volkstelling 2010).